# 평창 상원사 목조문수보살좌상 복장전적
평창 상원사 목조문수보살좌상 복장전적(平昌 上院寺 木造文殊菩薩坐像 腹藏典籍)은 대한민국 강원특별자치도 평창군의 월정사에서 소장 중인 문화재로 '백지묵서금강반야바라밀경(白紙墨書金剛般若波羅蜜經)'과 '묘법연화경(妙法蓮華經) 권6'이다. 2014년 1월 20일 대한민국의 보물 제1812호로 지정되었다.

## 백지묵서금강반야라밀경
백지묵서금강반야라밀경(白紙墨書金剛般若波羅蜜經)은 백지에 먹으로 쓴 사경으로 전면에 ‘금강반야바라밀경’, 후면에 ‘대방광불화엄경입불사의해탈경계보현행원품(大方廣佛華嚴經入不思議解脫境界普賢行願品)’이 수록되었다.
금강반야라밀경은 대승불교의 대표경전으로 줄여서 ‘금강경’ 또는 ‘금강반야경’이라고도 한다. 상원사의 금강경은 권두에 변상도는 없고 구마라집(鳩摩羅什)의 번역본을 저본으로 펴낸 것이다. 사성기(寫成記)가 없어 정확한 연대는 알 수 없지만 도침이 잘된 두터운 장지(莊紙)에 정성드려 쓴 서체의 품격에서 사경체의 특징이 잘 나타나 있다. 사성시기는 14세기로 추정되고 희소성이 있는 것으로 사경연구에 중요한 자료이다.

## 묘법연화경
‘묘법연화경 권6’은 송나라의 승려 계환(戒環, 1119~1125년)이 주해한 송본(宋本)을 저본으로 하여 고려의 최이(崔怡, 1356~1426년)가 주관하여 판각한 판본을 다시 인쇄한 것으로, 간행시기는 여말선초로 추정된다. 상하단변에 2엽마다 판수제, 권차 및 장차가 있어 고려시대 권자본(卷子本)이나 절첩본(折帖本)의 특징을 보여준다. 28행의 절첩본 판식에서 14행씩 찍어내어 선장식으로 제책된 포배장본이다. 이 판본은 판각 및 인쇄상태로 보아 1240년(고려 고종 24)에 판각된 판에서 여말선초에 펴낸 희소한 판본으로 불교사 및 서지학 연구에 중요한 자료이다.

## 같이 보기
- 상원사
- 평창 상원사 목조문수보살좌상 및 복장유물 - 보물 제1811호
- 평창 상원사 목조문수보살좌상 복장유물 - 강원도 문화재자료 제170호

## 참고 자료
- 평창 상원사 목조문수보살좌상 복장전적 - 국가유산청 국가유산포털